# 本野丈弾
本野 丈弾（ほんの じょうだん、本名不明、生年月日不明- ）は、日本の作詞家。

## 来歴・人物
1976年2月5日、平田満『愛の狩人』の作詞家として、日本のミュージックシーンに忽然と登場。
1976年10月発売の平田満『もしもお許し願えれば女について話しましょう』をもって、本野丈弾名義での創作活動を終了。本野が発表した楽曲は、シングル2枚それぞれのA面B面、合計4曲のみ。
彼が作詞した『愛の狩人』も、『もしもお許し願えれば女について話しましょう』も、なぜかかつてヒットした洋画のタイトルを借用している。前者はマイク・ニコルズ監督の1972年の作品、後者はエットーレ・スコラ監督の1964年のデビュー作。
企画性の高いコミックソング作家である。本野の正体については、「平田満プロジェクト」とも呼べる4曲の作曲が、作曲家浜圭介の変名（本名）である金野孝であることから、本野にもさまざまな変名説がある。
- 平田満（俳優平田満とは別人）自身の変名説
- 「本野（ほんの）」「金野（こんの）」の韻の一致から金野孝＝浜圭介の変名説
- 放送作家・作詞家の変名説

しかし、活動時期以来30年余が経過した2007年現在をもっても定説を欠いた状態が続いている。
なお、JASRAC無信託作家である。

## ディスコグラフィー

### シングル
- 愛の狩人　(歌平田満、作曲金野孝、編曲土持城夫)　日音
  - （B面）札幌—長崎おんな達 (歌平田満、作曲金野孝、編曲土持城夫)
  - 1976年2月5日発売　キングレコード BS-1987

- もしもお許し願えれば女について話しましょう　(歌平田満、作曲金野孝、編曲土持城夫)　日音
  - （B面）運命が二人を分かつまで (歌平田満、作曲金野孝、編曲土持城夫)　日音
  - 1976年10月発売　キングレコード GK-42